# Miroslav Varga
Miroslav Varga (Žatec, 21 settembre 1960) è un ex tiratore a segno ceco, fino al 1992 cecoslovacco.

## Palmarès

### Olimpiadi
- 1 medaglia:
  - 1 oro (Seul 1988 nella carabina 50 metri seduti)